# Владимирова, Татьяна Юрьевна
Татьяна Юрьевна Владимирова (29 августа 1950, Москва, СССР ― 5 декабря 2023, Москва, Россия) ― советская и российская актриса театра и кино. Народная артистка Российской Федерации (2008).

## Биография
Родилась 29 августа 1950 года в Москве.
После окончания средней школы поступила в Школу-студию МХАТ (класс заслуженного артиста РСФСР Василия Маркова), которую окончила в 1973 году.
С мужем, назначенным главным режиссёром, уехала работать в Томский драматический театр. Служила в этом театре девять лет, потом уехала в Архангельск, а оттуда — в Омск. Работая в провинциальных театрах, актриса прошла настоящую школу мастерства и приобрела огромный опыт. Как она вспоминала, ей для хорошего самочувствия надо было играть три спектакля в день: два детских утром, и один — вечером.
Признание ей принесли такие роли, как Агафья Тихоновна в «Женитьбе» Гоголя, Катерина в «Грозе» Островского, Раневская в «Вишневом саде» Чехова и, пожалуй, самая блистательная её роль, после которой зрительская любовь сопровождала Владимирову все годы работы в провинции — Катрин в «Мамаше Кураж» Бертольта Брехта.
С 1993 года и до последних дней жизни — актриса московского театра «Et Cetera» под руководством Александра Калягина.
В первом спектакле театра «Дядя Ваня» (режиссёр А. Сабинин) сыграла няню Марину — тонко, без усилий «делала возраст», создавая образ старого человека в его одинокой мудрости и доброте. Именно с этой роли началась её активная работа в театре, в котором актриса была занята практически в каждом спектакле.
Среди других её работ можно отметить роли Свахи в комедии «Руководство для желающих жениться», созданной по юмористическим рассказам А. П. Чехова, Перрена в «Лекаре поневоле» Мольера, поставленном Александром Калягиным в традиции комедии дель арте, Миссис Аткинс в мелодраме Юджина О’Нила «За горизонтом», Татьяну Никоновну в спектакле по ранней пьесе А. Н. Островского «Старый друг лучше новых двух», решённой режиссёром Владимиром Богатырёвым как сатирический гротеск.
В пьесе-шутке Бернарда Шоу «Смуглая леди сонетов» Владимирова сыграла одну из главных ролей:

Владимирова достигла такого единения с ролью, которое в актёрских биографиях случается не часто. В её Елизавете королевским было всё: стать, походка, движение, голос. Но за точно выверенным внешним рисунком бурлила жизнь внутренняя, жизнь одинокой страдающей женщины, не знающей любви. В словесном поединке с Шекспиром (Александром Калягиным) Королева — Владимирова сражалась на равных. Вот что говорит об актрисе её партнёр по спектаклю Александр Калягин: «Владимирова — из числа интеллектуальных актрис. Она умна и образованна. Мне очень нравится играть великого поэта, когда царствует такая королева»… Татьяна Владимирова — актриса с огромным диапазоном, она легко переходит от одного жанра к другому. Точна в деталях и строга в их отборе, у неё огромный арсенал выразительных средств, но использует она их всегда в соответствии с общим режиссёрским рисунком. Все работы актрисы сделаны с безупречным вкусом и стилем.
В комедии Александра Галина «Конкурс» сыграла Нинель Карнаухову — интеллигентку среднего возраста, решившуюся на отчаянный поступок — участвовать в конкурсе, в котором молодых девушек отбирают для работы в Японии. Трагикомическую ситуацию актриса разыгрыла виртуозно.
В комедии Жоржа Фейдо «Люсьет Готье, или Стреляй сразу!», Владимирова сыграла Марселин, сестру кабаретной певички. Сыграла лихо, с чувством юмора, доводя нелепость происходящего до полнейшего абсурда.
Тихая Нюта из спектакля «Газета „Русский инвалидъ“ за 18 июля…» — полная противоположность героине Жоржа Фейдо. В постмодернисткой драме Михаила Угарова в образе Нюты сосредоточена мудрость и незыблемость жизни, которая не зависит от мелких страстей и суеты.
В спектакле «Смерть Тарелкина» Александра Сухово-Кобылина сыграла Брандахлыстову. В этой трагической буффонаде действуют не живые люди, а маски. Её Брандахлыстова — это не женщина вовсе, а её подобие.
Скончалась 5 декабря 2023 года на 74-м году жизни после тяжёлой болезни в Москве. Церемония прощания состоялась в закрытом формате 8 декабря в Церкви Иоанна Воина на Якиманке, тело актрисы было кремировано в морге ЦКБ.

## Семья
- Муж — Феликс Григорьевич Григорьян[3][4] (1937—2009) — режиссёр, заслуженный деятель искусств России, лауреат Государственной премии России
- Сын — Филипп Феликсович Григорьян[5] (род. 1976) — актёр, режиссёр, художник, педагог, лауреат премии «Золотая маска»

## Творчество

### В театре Et Cetera
- 451 по Фаренгейту — старуха
- Быть!
- Борис Годунов — мамка, старуха
- Любовный напиток — Леттис
- Пожары — Науаль, 60 лет, Назира, бабушка Науаль
- Утиная охота — старуха
- Вечер поэзии — 60-е…
- Газета «Русский инвалидъ» за 18 июля… — Нюта, его старая няня
- Дядя Ваня — Марина, старая няня
- За горизонтом — Миссис Аткинс
- Конкурс — Карнаухова Нинель
- Лекарь поневоле — Перрен
- Люсьет Готье, или Стреляй сразу! — Марселин
- Морфий — Анна Кирилловна
- Орфей — Принцесса
- Поэзия. 21 век. Вечер третий: «Коронавремя»
- Руководство для желающих жениться — Невеста
- Смерть Тарелкина — Людмила Спиридоновна Брандахлыстова
- Смуглая леди сонетов — Королева Елизавета
- Старшая сестра — член парткома
- Старый друг лучше новых двух — Татьяна Никоновна, мещанка
- Шейлок (Венецианский купец) — Бальтазара, шутиха в доме Порции

### В театре Наций
- Кабаре — Фрау Шнайдер
- Триумф любви — Леонтина, сестра Гермократа

### Фильмография
- 2006 — Угон (телесериал), эпизод в серии «Скрипач и цветочница».
- 2010 — Москва, я люблю тебя! (киноальманах), серия «Этюд в светлых тонах» ― работница метрополитена
- 2011 — Чокнутая (телесериал), Фильм 6 ― мать Марины
- 2014—2017 — Склифосовский (телесериал) 4—6 сезоны ― мать Ольги, Наталья Андреевна Дмитриева
- 2017 — Секретарша (телесериал) ― злобная старушка
- 2018 — Язычники ― Наталья
- 2018 — Довлатов ― Нина Петровна
- 2018 — Не чужие ― мать Галины и Милы
- 2018 — Теория вероятности (телесериал) ― Екатерина
- 2019 — Заступники (телесериал) ― Таисия Поплавская, жена священника
- 2020 — Псих (телесериал) ― Тамара Васильевна
- 2021 — Топи (телесериал) ― Анна Петровна (баба Нюра)
- 2022 — Шифр (телесериал) 3 сезон ― Татьяна Игнатьевна
- 2024 — Противостояние (телесериал) ― Александра Егоровна Хивчук

## Награды
- Народная артистка Российской Федерации (2008)
- Заслуженная артистка Российской Федерации (1998)
- Премия газеты «Московский комсомолец» в категории «Мэтры» (2007) — за исполнение роли Анны Кирилловны в спектакле «Морфий»[6]